# WiDaF
WiDaF (niem. Deutsch als Fremdsprache in der Wirtschaft) – egzamin przeznaczony do testowania znajomości języka niemieckiego w biznesie, w środowisku pracy. WiDaF jest wykorzystywany przez firmy jako narzędzie do pomiaru efektywności szkoleń, certyfikacji oraz selekcji pracowników.
Egzamin powstał w 1996 roku, stworzony przez Niemiecko-Francuską Izbę Handlową.
WiDaF to test wyboru składający się z 150 pytań testowych. Egzamin składa się z dwóch sekcji i trwa około 3h. Oceniany jest na skali od 0 do 990 punktów i podzielony jest na 3 oddzielne punktacje (0-330 punktów x 3) za każdy element egzaminu: słownictwo, czytanie, słuchanie.

## Format egzaminu
Sekcja I (105 minut)
Słownictwo: administracja, produkcja, finanse i budżety, ubezpieczenia, handel, reklama, badania rynku, targi i imprezy itp.
Konteksty: korespondencja, materiały informacyjne, raporty, protokoły, instrukcje itd.
Gramatyka: koniugacja, tryby, strona bierna, deklinacja, przyimki, spójniki, zaimki itd.
Czytanie: teksty biznesowe, listy, opisy produktów, reklamy, artykuły prasowe itd.
Sekcja II (45 minut)
Słuchanie: podstawowe informacje, dialogi, rozmowy o pracę, rozmowy telefoniczne, dialogi sytuacyjne itd.

### Wyniki
Skala punktacji WiDaF to 0-990 punktów. Wynik jest podzielony na 3 części składowe:
Słownictwo: 0-330 punktów
Rozumienie tekstu pisanego: 0-330 punktów
Rozumienie ze słuchu: 0-330 punktów

## Poziom trudności egzaminu
Egzamin został przygotowany z myślą o mierzeniu poziomu wiedzy z języka niemieckiego w środowisku pracy i biznesu. Ocena jest wyrażona w punktach na skali od 0 do 990. Dlatego też stopień trudności pytań jest zróżnicowany, aby precyzyjnie określić na jakim poziomie znajduje się zdający. Zaletą egzaminu jest to, że kandydat nie deklaruje poziomu znajomości języka niemieckiego przed przystąpieniem do egzaminu. To egzamin określa poziom zaawansowania zdającego, zależnie od ilości punktów, którą otrzymał.

## Egzamin WiDaF i poziomyRady Europy - CEF
W egzaminie WiDaF, poziomy Rady Europy zostały przedstawione jako zakresy punktacji odpowiadające danym poziomom. Prezentują się one w następujący sposób:
| WiDaF                | Skala       | A2    | B1      | B2      | C1      | C2      |
| -------------------- | ----------- | ----- | ------- | ------- | ------- | ------- |
| Słownictwo/Gramatyka | (0-330 pkt) | 0-82  | 83-165  | 166-245 | 246-299 | 300-330 |
| Czytanie             | (0-330 pkt) | 0-82  | 83-165  | 166-245 | 246-299 | 300-330 |
| Słuchanie            | (0-330 pkt) | 0-82  | 83-165  | 166-245 | 246-299 | 300-330 |
| Razem                | (0-990 pkt) | 0-246 | 247-495 | 496-735 | 736-897 | 898-990 |